# Теплоход
Теплохо́д — обобщающее понятие, описывающее класс самоходных судов, судовая энергетическая установка (далее — СЭУ) которых основана на тепловом двигателе, непосредственно преобразующем тепловую энергию сжигания топлива в механическую, но не являющихся пароходом и атомоходом. 
Ранее, суда приводящиеся в движение тепловыми двигателями или двигателями внутреннего сгорания, работающими на нефти, мазуте, керосине или бензине назывались Моторные суда. Россия была в числе первопроходцев, в их массовом применении, так с начала XX столетия, началось быстро растущее применение моторов на речных военных (например Мониторы типа «Шквал»), пассажирских и грузовых судах, получивших название теплоходов. 1-м в мире, речным моторным судном по своим размерам, на начало XX столетия являлось «Бородино». В подавляющем большинстве случаев в СЭУ теплохода используется дизельный двигатель с турбонаддувом. Суда, СЭУ которых приводится в движение паровой турбиной или газовой турбиной также принято относить к теплоходам, тем более что СЭУ таких судов часто включает и дизельные двигатели. Таким образом, теплоходами являются почти все самоходные современные суда, кроме атомоходов, парусных судов, и судов, использующих прочие источники энергии, например электроходы.

## История
Первые дизельные суда в мире появились в России, благодаря фирме «Товарищество нефтяного производства братьев Нобель» и Коломенскому заводу.
Нобели рано заинтересовались изобретением инженера Рудольфа Дизеля. Уже в 1898 году Нобель приобрёл чертежи дизеля мощностью в 20 л. с. Через несколько лет технических изысканий инженерам фирмы Нобеля удалось создать рабочий судовой дизель. Три двигателя Тринклера были установлены в 1903 году на нефтеналивную речную баржу «Вандал» (построенную на Сормовском заводе и привезённую в Петербург) которая стала, таким образом, первым теплоходом в мире. На «Вандале» было установлено три дизеля, каждый мощностью в 120 л. с., которые приводили в движение гребные винты при помощи электрической передачи, состоявшей из трёх генераторов и электромоторов. Такая сложная схема привода была выбрана из-за нерешенности проблемы реверса дизелей и управления оборотами в широких пределах.
В 1904 году фирмой Нобеля был построен следующий теплоход, «Сармат», также бывший речным танкером. Он имел два дизеля по 180 л. с. и два электрогенератора, но электропередача использовалась только для заднего хода и маневрирования, а в остальное время дизели приводили гребные валы в движение непосредственно. «Вандал» и «Сармат» имели грузоподъёмность в 750 тонн каждый.
Первый реверсивный (могущий работать в обоих направлениях) дизельный двигатель был создан в России. Он был установлен на построенной в 1908 году подводной лодке «Минога». В том же году на теплоходе «Мысль» была опробована конструкция механического устройства реверса. Благодаря К. В. Хагелину, одновременно с заводом Нобеля, по его чертежам, но с использованием так называемой «муфты Корейво», изобретённой главным инженером Коломенского завода Р. А. Корейво был построен первый в мире дизельный колёсный теплоходный буксир «Поток Богатырь». Муфта Корейво позволила применить дизельный двигатель в мировом теплоходостроении — первый в мире речной винтовой теплоход типа Бородино Коломенского завода открыл серию из 11 однотипных теплоходов в 1911 г., накануне столетнего юбилея войны 1812 года.
В том же году и опять же в России был построен первый морской теплоход — танкер «Дело», предназначенный для работы на Каспийском море. Он имел два двигателя общей мощностью в 1000 л. с. (по другим данным — 2000 л. с.). «Дело» было крупным судном, его длина составляла 106 метров, ширина — 15 метров, а грузоподъёмность достигала 4000 тонн.
Интересно, что наряду с винтовыми теплоходами строились и колёсные теплоходы: например буксир «Коломенский» (позднее — «Мысь»). Однако такие суда оказались неудачными: для привода гребных колёс дизелем использовалась сложная механическая передача, которая часто ломалась. Вскоре от колёсных теплоходов отказались.
Первые теплоходы России, год постройки — Наименование:
- 1903 — «Вандал»;
- 1904 — «Сармат»;
- 1907 — «Коломенский»;
- 1907 — «Поток Богатырь», первоначально — «Коломенский дизель», затем «Мысль» — первый в мире колёсный дизельный буксирный теплоход(300 номинальных сил);
- 1908 — «Илья Муромец»;
- 1908 — «Лезгин» (360 номинальных сил);
- 1908 — «Дело»;
- 1910 — «Опыт» — колёсный теплоход для перевозки муки, грузоподъёмностью около 50 тонн;
- 1911 — «Урал» — колёсный теплоход, первый пассажирский теплоход в мире, 800 номинальных сил (сгорел в 1916);
- 1911 — «Бородино» — первый в мире винтовой речной грузо-пассажирский теплоход мощностью в 600 номинальных сил и грузоподъёмностью в 70 тысяч пудов. Построен на Коломенском заводе;
- 1913 — «Данилиха» — сухогруз, грузоподъёмность 2000 тонн, мощность 300 номинальных сил. Построен по проекту инженера Н. В. Кабачинского на Сормовском заводе;
- 1915 — «Москвич», первый в мире буксир-теплоход с горизонтальным двигателем.

Кроме крупных, некоторые из которых отмечены в списке, строились или переоборудовались под теплоходы и малые суда. К 1914 году на Волге их было уже около двухсот, а число крупных теплоходов составляло 48 (пассажирских и грузопассажирских — 16, грузовых — 12, буксиров — 20). Таким образом в течение весьма небольшого времени российская промышленность освоила выпуск теплоходов. Приобретённый опыт позволил перейти от опытных единичных судов к серийному производству. В 1907 году Коломенский завод приступил к строительству серии пассажирских теплоходов с винтовым приводом (заказчиком выступало акционерное общество «Кавказ и Меркурий»). Первое судно серии, которое назвали «Бородино», было готово к 1911 году. Строительство серии таких теплоходов продолжалось до 1917 года, всего было построено 11 теплоходов. Самые долговечные суда этой серии, «Урицкий» (первоначально — «Царьград»), «Парижская Коммуна» (первоначально — «Иоанн Грозный») и собственно «Память тов. Маркина» (первоначально «Багратион») — проработали на Волге до 1991 года. А теплоход «Князь Багратион» до сих пор находится на берегу близ Судака.
За пределами России теплоходы начали строить в 1911 году в Германской империи и в 1912 году в Великобритании и Дании. Датская «Зеландия» (Sealandia), спущенная на воду в 1911 году, стала первым океанским теплоходом. Это судно было очень успешным: за первые двенадцать лет службы ремонт двигателей пришлось проводить только один раз. «Зеландия» проработала до 1942 года.
Теплоходы стали довольно массовыми к тридцатым годам (по данным регистра Ллойда, в 1930 году они составляли 10 % мирового гражданского флота), а к 1974 году, по данным того же источника, они составляли уже 88,5 % мирового гражданского флота.
По сравнению с пароходами теплоходы имели следующие преимущества: более высокий КПД, меньший расход топлива (а следовательно, большую грузоподъёмность и больший запас хода), более высокая надёжность двигателя.

## Классификация
Теплоходом, как следует из определения, может называться почти любое современное судно.
Теплоходы могут разделятся по предназначению:
- Пассажирские теплоходы — включают пассажирские суда как с неограниченным, так и с ограниченным районом плавания, паромы, суда на подводных крыльях.
- Грузовые теплоходы — включают суда для перевозки грузов, самого различного назначения, как наливные, сухогрузные, контейнеровозы, суда типа «ро-ро», автомобилевозы, лихтеровозы, лесовозы, рудовозы и т. д.
- Рыбопромысловые суда
- Вспомогательные суда — например, ледоколы.
- Военные корабли.

По району плавания:
- Неограниченный.
- Ограниченный морской район плавания.
- Смешанного плавания (река-море, озеро-море).
- Внутреннего района плавания (озерные и речные).

По типу ГЭУ:
- Дизельные.
- Паротурбинные (котлотурбинные).
- Газотурбинные (газотурбоходы, газотурбоэлектроходы).
- Комбинированная ГЭУ — включает например, газовую турбину и дизельный двигатель.

По количеству гребных валов ГЭУ:
- Одновальные.
- Двухвальные.
- Многовальные.

## Устройство
Двигатель теплохода может быть малооборотным (в таком случае он работает непосредственно на гребной вал) либо высокооборотным. Высокооборотный двигатель соединяется с гребным валом при помощи передачи. Наиболее распространённые типы передач:
- механическая (редуктор)
- электрическая
- гидравлическая (реже)

В случае электрической передачи, двигатель вращает генератор постоянного тока или генератор переменного тока, вырабатываемое которым электричество питает электродвигатели, приводящие в движение гребной вал. Электрическая передача позволяет плавно регулировать скорость вращения гребного винта. Теплоходы с электропередачей нередко выделяют в отдельный класс судов — дизель-электроходы, либо «турбоэлектроходы».
Пуск судовых дизелей производится при помощи сжатого воздуха. Тепло выхлопных газов используют для выработки пара, который, в свою очередь, используется для отопления, нагрева воды, выработки электричества и других судовых нужд.
В настоящее время самый мощный судовой дизель — двигатель RTA96-C, выпускаемый финской фирмой "Вяртсиля" (Wärtsilä). Этот 14-цилиндровый двигатель развивает мощность в 108 920 л. с.

## Распространение
В настоящее время теплоходы — самый распространённый тип судов. Они практически полностью вытеснили пароходы. Только скоростные суда чаще используют турбинную силовую установку (впрочем, такие суда, турбоходы, также причисляют к теплоходам).
Также дизель-электрическая энергетическая установка применяется на неатомных подводных лодках для надводного хода.